# 化け猫

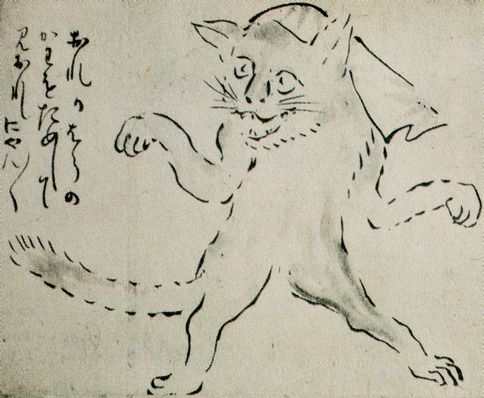
与謝蕪村画『蕪村妖怪絵巻』より「榊原家の化け猫」。深夜の古屋敷で手拭をかぶって踊るネコを描いたもの。本文中には「夜な夜な猫またあまた出ておどりける」とあるものの、尾が二股と伝えられる猫又と異なり、尾は1本に描かれている。

化け猫（ばけねこ）は、日本の妖怪の一種。その名のとおりネコが妖怪に変化（へんげ）したものであるが、猫又と混同されることが多く、その区別はあいまいである。
日本各地に化け猫の伝説が残されており、佐賀県の鍋島の化け猫騒動、有馬の猫騒動、岡崎の猫騒動が三大猫騒動（日本三大化け猫騒動）として著名であるが、鍋島と有馬が現実にあった事件をもとにしているのに対して、岡崎の話は鶴屋南北が創作した歌舞伎『独道中五十三駅』であるため、代わりに徳島のお松大権現を入れて三大猫騒動（日本三大怪猫伝）とする場合がある。

## 由来
ネコが妖怪視されたのは、ネコが夜行性で眼が光り、時刻によって瞳（虹彩）の形が変わる、暗闇で背中を撫でれば静電気で光る、血を舐めることもある、足音を立てずに歩く、温厚と思えば野性的な面を見せることもあり、犬と違って行動を制御しがたい、爪の鋭さ、身軽さや敏捷性といった性質に由来すると考えられている。
動物の妖怪譚はネコ以外にも、ヘビの執念深さ、キツネが持つ女性への変身能力、民話『かちかち山』などで人を殺すタヌキの凶暴性などがあるが、江戸時代に入って都市や町場が形成され、人間たちが自然から離れて生活することが多くなると、そうした野生動物の妖怪としての特徴が、人間の身近にいながらも神秘性を秘めた動物であるネコのものとして語られることが多くなり、次第に化け猫のイメージが作り上げられていったとの解釈もある。
また、化け猫の俗信として「行灯の油を舐める」というものがあり、江戸時代の百科事典『和漢三才図会』にも、ネコが油を舐めることは怪異の兆候とある。これは近世、行灯などの灯火用に安価な鰯油などの魚油が用いられ、ネコがそうした魚油を好んで舐めたためと見られている。また、当時の日本人の食生活は穀物や野菜類が中心であり、その残りを餌として与えられるネコは肉食動物ながらタンパク質や脂肪分が欠乏した食生活にあった。それを補うために行灯の油を舐めることがあり、行灯に向かって二本足で立ち上がる姿が妖怪視されたものとの指摘もある。
こうしたネコの神秘性は、江戸時代の遊廓に勤めていた遊女のイメージとも結びつき、当時の草双紙などで人気を博していたキャラクター「化猫遊女」が生まれる元にもなった。

## 民間伝承
化け猫同様にネコの怪異として知られる猫又が、尻尾が二つに分かれるほど年を経たネコといわれることと同様に、老いたネコが化け猫になるという俗信が日本全国に見られる。茨城県や長野県では12年、沖縄県国頭郡では13年飼われたネコが化け猫になるといい、広島県山県郡では7年以上飼われたネコは飼い主を殺すといわれる。ネコの飼い始めに、あらかじめ飼う年数を定めておいたという地方も多い。また地方によっては、人間に残忍な殺され方をしたネコが怨みを晴らすため、化け猫になってその人間を呪うなど、老いたネコに限らない化け猫の話もある。
化け猫のなす怪異は様々だが、主なものとしては人間に変化する、手拭を頭にかぶって猫おどりする、人間の言葉を喋る、人間を祟る、死人を操る、人間に憑く、山に潜み、オオカミを引き連れて旅人を襲う、などといったことがあげられる。珍しい例では、宮城県牡鹿郡網地島や島根県隠岐諸島で、人間に化けたネコが相撲を取りたがったという話もある。
ただしネコが喋るということについては、人間がネコを見ながら自分の心の中で思った言葉を、あたかもネコが喋ったかのように誤解したものであり、妖怪の類ではないとの指摘もある。1992年（平成4年）の読売新聞には、ネコが人間の言葉を喋ったように聞こえたが、よく聞き直すと、単にネコが口ごもった鳴き声が、人間の言葉によく似て聞こえたに過ぎなかったとの記事が掲載されている。
江戸時代には尾がヘビのように長いネコが化けるという俗信があり、尾の長いネコが嫌われ、尾を切る風習もあった。現在の日本のネコに尾の短いものが多いのは、尾の短い猫が好まれたことによる自然淘汰とする説もある。
茨城県那珂郡額田地区では、ネコが黒い雲に乗って遺体にいたずらしにくるという伝承がある。鱗勝院の住職が葬儀にいった際、西から黒い雲が発生した。読経をすると棺の上を黒い物が飛び跳ねたため、払子で打つと悲鳴を上げ雲をとともに去り、その後帰ると養っていたクロという名の黒猫が片目になっていた。住職は、ネコが魔物でいたずらするものと知っていたため、檀家に対し枕許に刃物を置くように伝えたとされる。
なお、老いたネコが怪異を為すという俗信は日本に限ったことではない。たとえば中国浙江省金華地方では、人間に3年飼われたネコは人間を化かすといわれていた。特に白いネコが化けやすいといって白いネコを飼うことを忌む風習もあり、人間を化かす能力を得る際には月から精力を取り込むといわれたことから、月を見上げるネコを見かけた者は、どんなに可愛いネコでもその場で殺したこともあったという。

## 文献・説話

### 鍋島の化け猫騒動
佐賀藩藩主龍造寺氏が公儀権力の介入によって重臣鍋島氏に政権交代させられた鍋島騒動をもとに創作された物語。龍造寺氏の恨みが化け猫化し、鍋島氏を苦しめる筋書き。女を装った化け猫が行燈の油を舐め、猫の頭が影絵となって映し出されたことで本性が露になる場面が定番となった。
肥前国佐賀藩の2代藩主・鍋島光茂の時代。光茂の碁の相手を務めていた臣下の龍造寺又七郎が、光茂の機嫌を損ねたために斬殺され、又七郎の母も飼っていたネコに悲しみの胸中を語って自害。母の血を嘗めたネコが化け猫となり、城内に入り込んで毎晩のように光茂を苦しめるが、光茂の忠臣・小森半左衛門がネコを退治し、鍋島家を救うという伝説。
史実では鍋島氏以前に龍造寺氏が肥前を治めていたが、龍造寺隆信の死後は彼の補佐だった鍋島直茂が実権を握った後、隆信の孫の高房が自殺、その父の政家も急死。以来、龍造寺氏の残党が佐賀城下の治安を乱したため、直茂は龍造寺の霊を鎮めるため、天祐寺（現・佐賀市多布施）を建造した。これが騒動の発端とされ、龍造寺の遺恨を想像上のネコの怪異で表現したものが化け猫騒動だと考えられている。また、龍造寺氏から鍋島氏への実権の継承は問題のないものだったが、高房らの死や、佐賀初代藩主・鍋島勝茂の子が早くに亡くなったことなどから、一連の話が脚色され、こうした怪談に発展したとの指摘もある。
この伝説は後に芝居化され、嘉永時代には中村座で『花嵯峨野猫魔碑史』として初上演された。題名の「嵯峨野（さがの）」は京都市の地名だが、実際には「佐賀」をもじったものである。この作品は全国的な大人気を博したものの、鍋島藩から苦情が出たために間もなく上演中止に至った。しかし上演中止申請に携わった町奉行が鍋島氏の鍋島直孝だったため、却って化け猫騒動の巷説が有名になる結果となった。
後年には講談『佐賀の夜桜』、実録本『佐賀怪猫伝』として世間に広く流布された。講談では龍造寺の後室から怨みを伝えられたネコが小森半左衛門の母や妻を食い殺し、彼女らに化けて家を祟る。実録では龍造寺の一件は関係しておらず、鍋島藩士の小森半太夫に虐待された異国種のネコが怨みを抱き、殿の愛妾を食い殺してその姿に成り変わり、御家に仇をなすが、伊藤惣太らに退治されるという筋である。
昭和初期にはこの伝説を原案とした『佐賀怪猫伝』『怪談佐賀屋敷』『秘録怪猫伝』などの化け猫映画が大人気となり、化け猫役を多く演じる入江たか子、鈴木澄子といった女優が「化け猫女優」として知られることとなった。

### その他

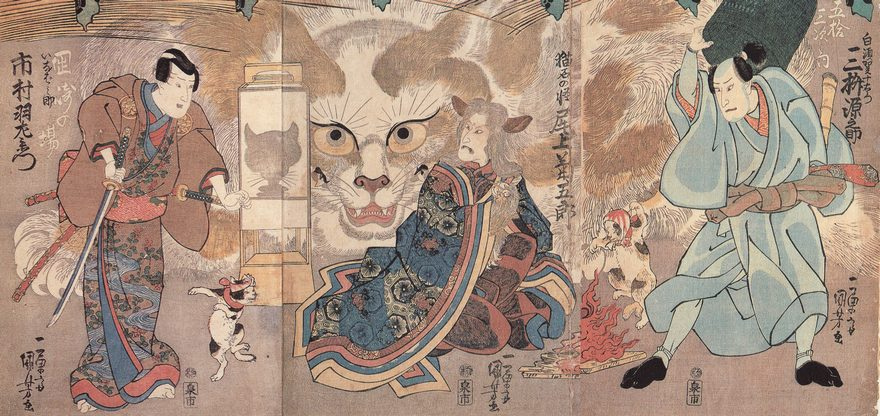
歌川国芳画『梅初春五十三駅』。1835年（天保6年）に市村座で上演された、同名の歌舞伎の場面を描いたもの。ネコが化けた老女、手拭をかぶって踊るネコ、行灯を舐めるネコの影などが描かれている（岡部の猫石と岡崎の化け猫の騒動を題材に描かれている）。

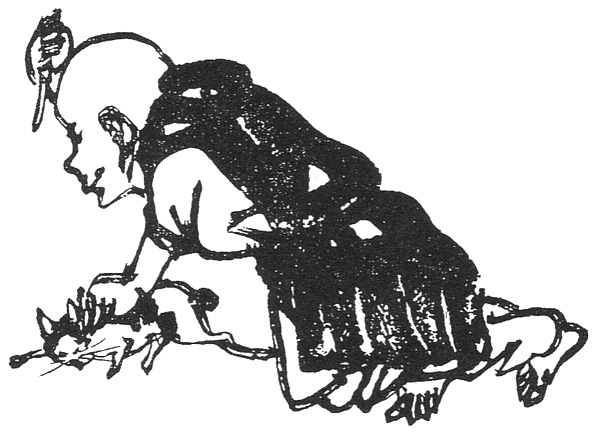
三好想山『想山著聞奇集』。人語を発したネコを怪しんで殺そうとする男。

ネコを妖怪視する記述が文献類に登場するのは、鎌倉時代の頃からである。同時代の説話集『古今著聞集』には、奇妙な行動をとるネコを指して「魔の変化したものではないか」と疑う記述が見られる。この頃の古い化け猫の話には、寺院で飼っていたネコが化けたなど、寺にまつわる話が多いことが特徴だが、これは当時の仏教の伝来にともない、経典をネズミに齧られることを防ぐためにネコが一緒に輸入されたことが理由の一つと考えられている。
江戸時代に入ると、化け猫の話は各種の随筆や怪談集に登場するようになる。民間伝承のようにネコが人間に化ける話や人間の言葉を喋る話は『兎園小説』『耳嚢』『新著聞集』『西播怪談実記』などに、ネコが踊る話は『甲子夜話』『尾張霊異記』などに見られる。『耳嚢』4巻によれば、どのネコも10年も生きれば言葉を話せるようになり、キツネとネコの間に生まれたネコは10年と経たずとも口がきける、と述べられている。化ける話においては、老いたネコが人間の老女に化けることが非常に多い。化け猫の怪談はこの江戸時代が全盛期であり、前述の「鍋島の化け猫騒動」などが芝居で上演されたことでさらに有名なものとなった。
播磨国宍粟郡山崎町牧谷（現・兵庫県宍粟市内）には、辛川某なる人が化け猫を退治した話が伝わっている。同様の話は同国の神西郡福崎村谷口（現・神崎郡福崎町谷口）にも伝わっており、金剛城寺で村人を困らせていた化け猫を寺侍が退治し、化け猫は茶釜の蓋や鉄鍋で矢や鉄砲玉を防いだという。これらはあたかもスサノオのヤマタノオロチ退治のように、土地の旧家が活躍している点が共通している。
明治時代には、1909年（明治42年）に東京の本所の長屋でネコが踊り出したという記事が、『報知新聞』『萬朝報』『やまと新聞』に掲載されている。

## 化け猫映画

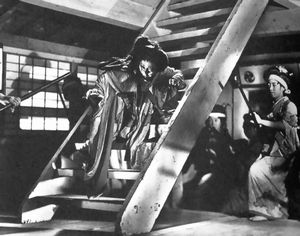
『有馬猫』（1937年）のスチル写真、中央は鈴木澄子。

## 史跡

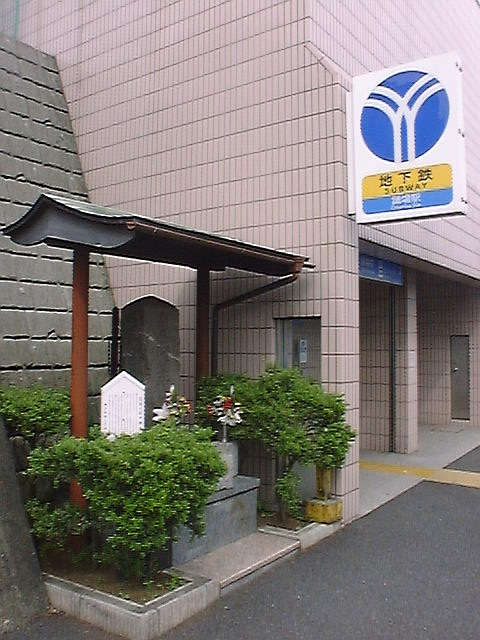
横浜市営地下鉄・踊場駅の駅名の由来を刻む石碑

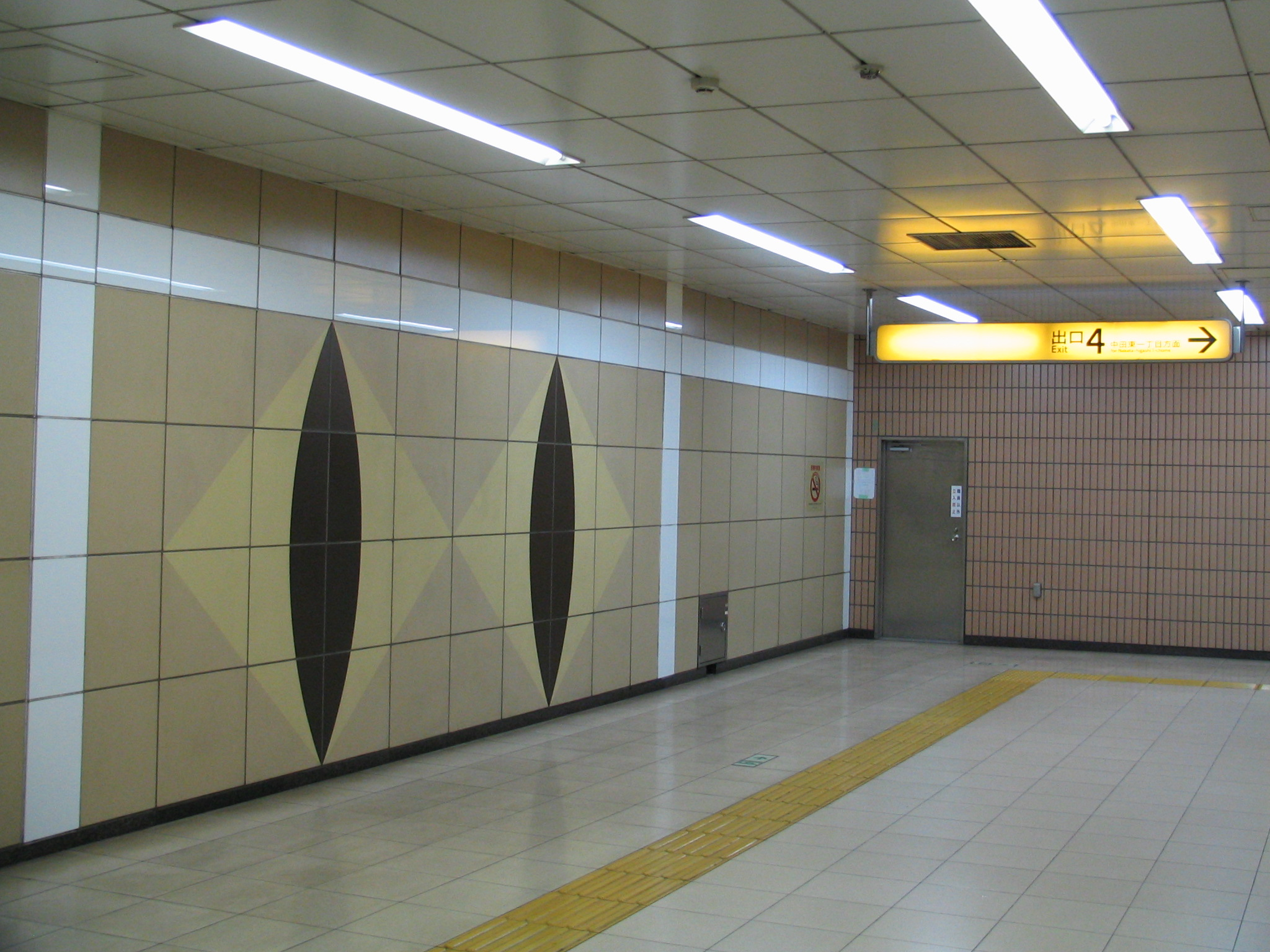
踊場駅4番出入口への通路にあるモニュメント

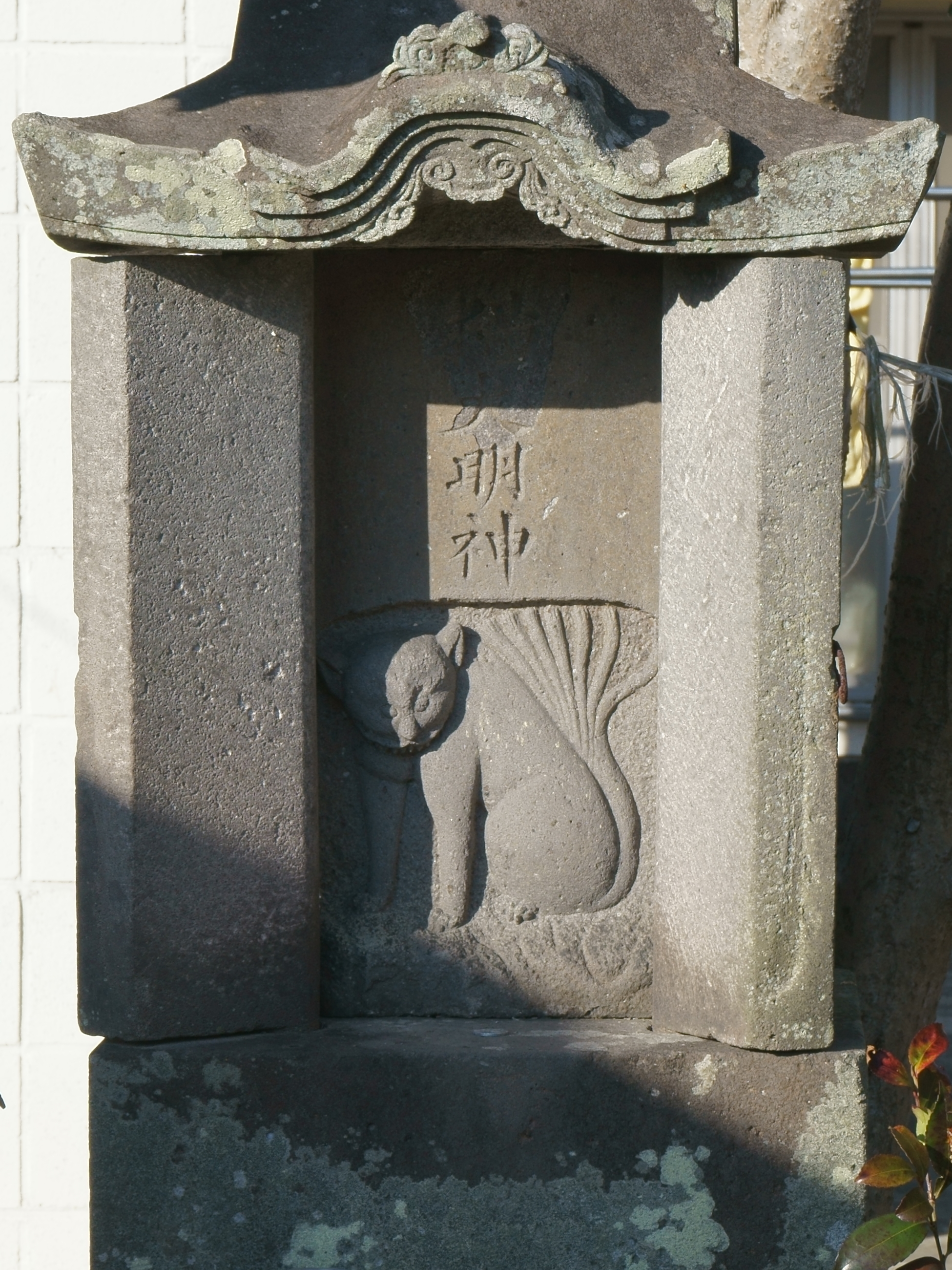
白石町・秀林寺の猫大明神祠

妙多羅天女（みょうたらてんにょ） - 新潟県弥彦神社
詳細は内部リンク先を参照。由来として、文化時代の随筆『北国奇談巡杖記』にネコにまつわる怪異譚が記述されており、同書では「みょう」に「猫」の字をあてて「猫多羅天女」と表記されている。北陸地方の説話による別説では、老いたネコが老婆を食い殺してその老婆になりかわり、後に改心して妙多羅天として祀られたという「弥三郎婆話」があり、北海道・北奥羽地方の「三左衛門猫」など、類話が全国に伝わっている。
猫の踊り場（ねこのおどりば） - 神奈川県横浜市泉区
かつて東海道五十三次の戸塚宿（現・神奈川県横浜市戸塚区）の醤油屋で、夜になると手拭が1本ずつなくなることがあった。ある夜に醤油屋の主人が仕事に出かけると、人のいないはずの寂しい場所から賑やかな音楽が聞こえた。見ると、そこには何匹ものネコたちが集まり、その中心では主人の飼いネコが手拭をかぶって踊っていた。主人は、手拭がなくなったのはあのネコの仕業かと納得したという。
このネコの踊っていた場所は踊場と呼ばれ、後には泉区の踊場交差点や横浜市営地下鉄の踊場駅の駅名などに地名として残されることとなった。踊場交差点には1737年（元文2年）にネコの霊を鎮めるための供養塔が建てられており、踊場駅構内には随所にネコをモチーフとしたデザインが施されている（画像参照）。
お松大権現（おまつだいごんげん） - 徳島県阿南市加茂町
江戸前期、加茂村（現・加茂町）の庄屋が不作にあえぐ村を救うために富豪に金を借りたが、すでに返済したにもかかわらず、富豪の策略で未返済の濡れ衣を着せられ、失意の内に病死。借金の担保になっていた土地は富豪に取り上げられてしまう。庄屋の妻のお松は奉行所に訴え出るも、富豪に買収された奉行は不当な裁きを下す。お松がそれを不服として藩主に直訴した結果、直訴の罪により処刑され、お松の飼っていた三毛猫が化け猫となり、富豪や奉行らの家を滅ぼしたという伝説に由来する。
お松大権現は、命をかけて正義を貫いたお松の墓所を祀ったもので、お松の仇を討った三毛猫は猫塚として祀られており、境内には全国的にも珍しいネコの狛犬もある。直訴によって悪人を倒したという伝説から、勝負事にもご利益があるといわれ、受験シーズンには受験生の合格祈願も多い。
猫大明神祠（ねこだいみょうじんし） - 佐賀県杵島郡白石町
「鍋島の化け猫騒動」と同様、鍋島氏にまつわる怪異譚に由来する史跡。化け猫が鍋島勝茂の妾に化けて勝茂の命を狙うが、勝茂の臣下の千布本右衛門がそれを退治する。しかしそれ以来、ネコの祟りのためか千布家に跡継ぎの男子が生まれなくなってしまったため、化け猫を大明神として秀林寺（現・白石町）の祠に祀ったという。この祠には、7本の尾を持つネコが牙を向いた姿で刻まれている。
史実では、かつて白石を治めていた秀氏の秀伊勢守が、鍋島氏に尽くしたにもかかわらず、キリシタンの疑いをかけられて滅ぼされ、後に秀氏の残党が鍋島氏を怨んで抗ったことから、秀林寺では秀氏一派の暗躍が化け猫にたとえられたものと見ており、これが「鍋島の化け猫騒動」の原型になったとの説もある。
猫塚 - 東京都港区三田
「有馬の化け猫騒動」に由来する史跡。港区立赤羽小学校に現存している。その一帯は、江戸時代には久留米藩有馬家の上屋敷であった。
栽松院の猫塚 - 宮城県仙台市若林区連坊
仙台藩御馬乗（おうまのり）草刈昌之丞の飼い猫・清女（せいにょ）を祀った石碑。この猫は隣屋敷の飼い鶏を食い殺し、それを見咎められ数名の若い衆によって散々棒で打ち据えられたがそれでも再び取り食らったため、ついには日向ぼっこの隙を狙って鉄砲で撃ち殺された。石碑には猫塚の二文字と絵姿が刻まれており、建立当時は猫の目に金箔、首輪に朱が挿されていたという。のち文久三年（1863年）にある好事家が仔細を栽松院和尚に尋ねて書き本に残したのが上記一件であり、地の文には猫を射殺したばかりに大芝居が始まったとある。
これを大正15年に引用した郷土史家富田広重は和尚の口憚る様子や殿様の名が墨塗りで隠されていることからこの猫が身分ある屋敷の主に祟りをなしたと推察している。一説によるとその主は片倉の殿様であったという。